# کیپرینو (سرزمین آلتای)
کیپرینو (به لاتین: Kiprino) یک منطقهٔ مسکونی در روسیه است که در سرزمین آلتای واقع شده‌است.